# Pandrup
Pandrup er en by i Vendsyssel med 2.878 indbyggere  (2024), beliggende 8 km sydøst for Blokhus, 19 km syd for Løkken, 23 km nordøst for Brovst og 10 km nordvest for kommunesædet Aabybro. Byen hører til Jammerbugt Kommune og ligger i Region Nordjylland.

## Sogn og kirker
Pandrup hører til Jetsmark Sogn. Jetsmark Kirke ligger syd for byen mellem Pandrup og nabobyen Kås, som Pandrup er tæt på at vokse sammen med. Kirken har mange kalkmalerier, og i våbenhuset står Jetsmark-stenen, en runesten, der i 1855 blev fundet ved Bisgård i Pandrup.
Byen er også hjemsted for Pandrup-Birkelse Baptistkirke, indviet i 1931. Tårnet blev tilføjet i 1960, sidefløjen mod syd i 1977. Kirkens mosaikruder er udført af kirkens daværende præst Børge Berntsen i 1960-71.

## Faciliteter
- Jetsmark Skole og Pandrup Skole blev i 2013 fusioneret til Skolecenter Jetsmark med afdelinger i både Pandrup og Kås. Pandrup afdeling har 293 elever, fordelt på 0.-6. klassetrin. Efter 6. klasse fortsætter eleverne i Kås afdeling, der har overbygning.[2]
- Børnehaven Blokhusvejen er normeret til 60 børn.[3]
- Mellem Kås og Pandrup ligger Jetsmark Idrætscenter med to sportshaller, svømmehal, stadion og mulighed for at leje værelser.
- Jetsmark Idrætsforening blev grundlagt i 1973 som en fusion mellem Kaas Idrætsforening og Pandrup Boldklub. Dens eliteoverbygning Jammerbugt FC spiller i 2. division. Den har hjemmebane på Jetsmark Stadion, som har fået navnet Sparekassen Vendsyssel Arena og er opkaldt efter byens eneste tilbageværende pengeinstitut – Sparekassen Vendsyssel fusionerede i oktober 2012 med Sparekassen Hvetbo, der havde hovedkontor i Pandrup.[4]
- Pandrup er en handelsby med supermarked, bageri og mange specialbutikker.
- Borgerforeningen holder Sankthansfest i Pandrup Anlæg, og siden 1934 har der hvert år været hestevæddeløb på markedspladsen.

## Historie

### Møllen
Den første mølle i Pandrup var en stubmølle, der hørte under Jetsmark præstegård og derfor blev kaldt Præstens Mølle. Den blev i 1874 flyttet til sin nuværende plads og fik i 1883 navnet Klostergårds Mølle efter den lille bebyggelse Klostergaarde ½ km syd for Store Pandrup og ½ km sydvest for Lille Pandrup. Møllen brændte i 1892, hvorefter man opførte den nuværende mølle. I 1944 fik den nye vinger, som af uforklarlige grunde faldt ned i 1952. Mølleren undlod at bekoste nye vinger pga. hans alder og helbred samt den tekniske udvikling. I 1962 døde han, og året efter blev møllen overladt til Pandrup Borger- og Håndværkerforening, der valgte at bevare den som vartegn. Møllen er ikke funktionsdygtig: vingerne og møllehatten er attrapper, der ikke kan dreje rundt, og der er ikke bevaret inventar. FDF har mødelokaler i møllen.

### Landsbyen
I 1901 omtales byen således: "Pandrup (Store- og Lille-P.), ved Landevejen, Tingsted for Hvetbo Hrd.’s Jurisdiktion, med Ting- og Arresthus — opf. 1892 efter Tegn. af Amtsvejinspektør Lunøe i 1 Stokværk, med Plads for 5 Arrestanter —, Herredsfogedbolig, Sessionssted for Lægd 524-31, Skole (nordre Sk.), Hvetbo Hrd.’s Sparekasse (opr. 25/8 1867...Antal af Konti 1138), Kro, Andelsmejeri og Telefonstation;"

### Stationsbyen
Pandrup var altså i forvejen et betydende egnscenter, da byen fik station på Hjørring-Løkken-Aabybro Jernbane (1913-63). Pandrup Station var en af banens største og havde 210 m krydsningsspor og 95 m læssespor samt et sidespor til Amtsvejvæsenets oplagsplads. En stor del af persontrafikken om sommeren var turister, der blev kørt videre til Blokhus med hestevogn, senere med rutebil.
Stationsbygningen, der var tegnet af arkitekt Sylvius Knutzen, er bevaret på Torvegade 7, men ombygget så valmtaget er sløjfet. Den nordlige ende af Torvegade er anlagt på banens tracé, der fortsætter som en ½ km lang grusvej til Purkærvej. Fra Klostergade langs Simonivej og videre mod syd går en 1½ km lang banesti til Jetsmark Idrætscenter.

### Folketal
| 1906 | 1911 | 1916 | 1921 | 1925 | 1930 | 1935 | 1940 | 1945 | 1950  | 1955  | 1960  | 1965  |
| ---- | ---- | ---- | ---- | ---- | ---- | ---- | ---- | ---- | ----- | ----- | ----- | ----- |
| 358  | 453  | 541  | 592  | 692  | 716  | 766  | 804  | 924  | 1.076 | 1.112 | 1.159 | 1.383 |

### Kino
Biografen "Kino" er en af landets ældste provinsbiografer, etableret i 1923 med 285 pladser. I 1940-41 blev den ombygget med en lille scene og nye stole, hvorved antallet af pladser blev reduceret til 265. Scenen blev bl.a. brugt til julekomedie, og under krigen brugte tyskerne den til kabaret og undervisning i krigsteknik. Skiftende ejere byggede om, så antallet af pladser nu er 138. Den sidste ejer lukkede i 2001, men året efter åbnede biografen som forening, drevet af frivillige.

### Pandrup Kommune
Ved kommunalreformen i 1970 blev Alstrup, Hune, Ingstrup, Jetsmark, Saltum og Vester Hjermitslev sogne, altså det meste af Hvetbo Herred, lagt sammen til Pandrup Kommune med Pandrup som kommunesæde. Ved kommunalreformen i 2007 indgik den sammen med Brovst Kommune, Fjerritslev Kommune og Aabybro Kommune i Jammerbugt Kommune.

## Industri
Pandrup var fra 1980'erne centrum for produktion af mobiltelefoner i Danmark. Firmaet Dancall a/s startede med at lave NMT telefoner til det nordiske mobiltelefonnet. Senere blev produktionen udvidet til GSM-telefoner. Dancall blev overtaget af Bosch Telecom, som i 1998 indviede en 25.500 m² stor fabrik, der i sin storhedstid kom til at rumme knap 2.000 ansatte.
Allerede i år 2000 måtte Bosch indse, at konkurrencen med Nokia var for hård. Det amerikanske Flextronics overtog produktionen, og udviklingsafdelingen gik til Siemens. Den tyske koncern placerede en gigantisk ordre på 33 millioner mobiltelefoner til levering over 3 år, men annullerede ordren, da der resterede 5 millioner, og flyttede resten af produktionen til Ungarn i 2004. Frem til 2007 blev der på fabrikken produceret fladskærme af to forskellige producenter, som hurtigt måtte give op. Herefter skiftede de gamle Bosch-haller navn til Aquilon Messecenter, som lejede lokaler ud til forskellige lokale foreninger.
Det engelske firma Cobham Satcom, som i juni 2012 overtog det danske satellitkommunikationsfirma Thrane & Thrane, havde i starten sin produktion fordelt på 4 forskellige lokationer i Aalborg, men samlede den i 2014 i de gamle haller i Pandrup, hvorved 200 arbejdspladser fulgte med til byen.
Ved indkørslen til Pandrups industriområde står en 13 meter høj metalskulptur med titlen "Vækst", tegnet af guldsmeden Bent Exner. Den er lavet i et samarbejde mellem byens metalvirksomheder og forestiller en stiliseret plante med en forgyldt vejrhane i toppen.

## Kendte personer
- Mette Madsen (1924-2015), politiker og kirkeminister
- Sussi og Leo (1955-), musikere og entertainere

## Galleri
- Pandrup Skoleafdeling
- Børnehaven
- Pandrup Plejecenter
- Sparekassetorvet
- Cobham Satcom
- Baptistkirken
- Mejeribygningen